# Karmin
Karmin je americké popové duo skládající se z Amy Heidemannové (* 29. dubna 1986) a Nicka Louise Noonana (* 27. dubna 1986). Nejvíce je známé pro svůj singl "Brokenhearted", který se umístil mezi top 20 ve Spojených státech, top 10 v Austrálii, na Novém Zélandu a Spojeném království, a "Hello", který se umístil na prvním místě v Billboard Dance Chart v USA. Předtím, než začali psát vlastní songy, byli známí pro své covery songů "Look at Me Now" od Chrise Browna a "Super Bass" od Nicki Minaj.

## Diskografie

### EP
| Název                | Detaily                                                                             | Pozice v žebříčku | Pozice v žebříčku | Prodeje      |
| Název                | Detaily                                                                             | US                | CAN               | Prodeje      |
| -------------------- | ----------------------------------------------------------------------------------- | ----------------- | ----------------- | ------------ |
| Inside Out           | - Vydáno: 10. května 2010 - Vydavatelství: P.I.C. - Formáty: EP, digitální download | —                 | —                 |              |
| The Winslow Sessions | - Vydáno: 16. února 2011 - Vydání: P.I.C. - Formáty: EP, digitální download         | —                 | —                 |              |
| Hello                | - Vydáno: 4. května 2012 - Vydavatelství:: Epic - Formáty: EP, digitální download   | 18                | 33                | USA: 19,000+ |